# Coronda
Coronda is een plaats in het Argentijnse bestuurlijke gebied San Jerónimo in de provincie Santa Fe. De plaats telt 16.975 inwoners.